# Poecilomyrma myrmecodiae
Poecilomyrma myrmecodiae is een mierensoort uit de onderfamilie van de Myrmicinae.